# Christian Aguilera
Christian Aguilera (Barcelona, 18 de desembre de 1967) Va viure gran part de la seva vida a l'Hospitalet de Llobregat, és un escriptor i crític de cinema català.

## Publicacions
- Los actores de los Oscar (1927-2003) L'Hospitalet de Llobregat: 2001, 1999.

- La generación de la televisión: la conciencia liberal del cine americano. Barcelona: 2001, 2000.
- Milos Forman. El cineasta del inconformismo. Cordoba: Berenice, 2006.
- Joseph L. Mankiewicz. Un renacentista en Hollywood . Madrid: T & B, 2009.[3]
- Neil Young: una leyenda desconocida. Madrid: T & B, 2009.
- El Enigma Haldane. Barcelona: Eci, 2011.
- Historia del rock sinfónico. Un viaje por el mundo de las bandas británicas. Madrid: T & B editors, 2012.
- Historia del cine británico. Barcelona: T & B editors, 2013
- Jerry Goldsmith: música para un camaleón. Madrid: T & B editors, 2014.
- Neil Young: una leyenda desconocida: 50th de la música del genio canadiense (1965 -2015). Madrid: T&B, 2015.[1]
- Grau, Sergi. Barbara Stanwyck: una gran señora de Hollywood. Madrid: T&B, 2015.
- Historia del rock sinfónico: Pink Floyd, Genesis, Marillion, Camel, Yes, King Crimson... Madrid: T&B, 2016.
- Historia del neo rock progresivo (1982-2016). Madrid: T&B, 2016.
- El Mundo de la ciencia: 50 películas esenciales. Barcelona: UOC, 2017.
- Bernard Herrmann: cumbres borrascosas. [Madrid]: T&B, 2017.